# Jules Appert
Pour les articles homonymes, voir Appert.
Jules Albert Appert, né le 1er juillet 1835 à Flers où il est mort le 11 juillet 1906, est un bibliophile, érudit, historien local français.

## Biographie
Jules Appert est issu d'une famille flérienne qui s'est enrichie dans le textile et le coutil, mais il montre peu d'intérêt à cette activité industrielle. Il devient architecte et administrateur de l'hôpital de Flers, mais il se passionne surtout pour l'histoire locale et parcours le pays de l'ancien Passais dont il devient un excellent connaisseur.
À ce titre, il est l'un des membres fondateurs de la Société historique et archéologique de l'Orne dont il est aussi l'un des vice-présidents de 1895 à 1901 ; il est également fait officier d'Académie.
Régulièrement, il part en expédition, à la recherche de sites anciens ou de vieux parchemins, avec Gérard de Contades et Wilfrid Challemel (d)  dans leur voiture à chevaux spécialement construite pour leurs excursions qu'ils nomment « l'Archéologue ». Il publie peu en son nom propre mais principalement en collaboration avec Gérard de Contades et de Wilfrid Challemel.
À sa mort, il lègue à la ville de Flers sa précieuse collection de livres et de documents constituée de 15 000 volumes ou brochures concernant l'histoire locale. Cette collection unique à laquelle il a consacré sa vie a ensuite été classée et augmentée par Auguste Surville.
En 1903, il s'installe avec sa sœur Marie-Amélie à la villa des Cèdres qui deviendra, après leur mort, Le Petit Sem de Flers lorsque la propriété vient en la possession de l’abbé Garnier,,.

## Distinctions
- Officier d'académie

## Publications

### Principales publications
- avec Paul-Dominique Bernier, « Essai sur le prieuré de la baronnie de la Ferté Macé, d’après les chartes fertoises de l’abbaye de Saint-Julien de Tours », Revue catholique de Normandie, Évreux, imp. de l'Eure, t. I,‎ 1891-1892, p. 66-78 165-172 273-283 327-332 (présentation en ligne).
- « La Verderie de La Ferté-Macé au commencement du XVe siècle, d'après le Grand Coutumier des forêts de Normandie par Hector de Chartres, chevalier, maître et enquêteur des eaux et forêts pour le Roi en Normandie et Picardie », Annuaire de l'Association Normande, Caen, H. Delesques,‎ 1900 (présentation en ligne, lire en ligne sur Gallica, consulté le 29 avril 2023).
- « Les Franchises des bourgeois de Domfront-Extrait du Cartulaire de l'Abbaye de Nostre-Dame de Lonlay (fac-similés) », Bulletin de la Société historique et archéologique de l'Orne, Alençon, E. Renaut de Broise, t. II-1883,‎ 1883 (présentation en ligne, lire en ligne sur Gallica, consulté le 29 avril 2023).
- avec Louis Blanchetière, L'Imprimerie dans l'arrondissement de Domfront, Domfront, F. Liard, 1880, 33 p. (présentation en ligne).
- avec Wilfrid Challemel, L'Ermitage du bois de Flers, Flers, A. Levesque, 1889, 72 p. (présentation en ligne).
- Documents et notes pour l'histoire de l'industrie textile dans la région de Flers, 17 p.
- Le Fief de La Chaux et les familles Le Verrier, La Ferté-Macé, impr. de veuve A. Bouquerel, 1888, 16 p. (présentation en ligne, lire en ligne sur Gallica).
- « L'Église Saint-Germain et la sépulture seigneuriale », Bulletin de la Société historique et archéologique de l'Orne, Alençon, t. XIV,‎ 1895 (lire en ligne sur Gallica, consulté le 29 avril 2023).
- avec Wilfrid Challemel, « Un atelier de monnaies romaines à La Coulonche », Revue normande et percheronne, Alençon, Herpin,‎ 1894.
- avec Jules Tirard, « Étude sur un embranchement des voies de Bayeux et Vieux à Jublains », Bulletin de la Société des Antiquaires de Normandie, Alençon, t. IX,‎ 1878, p. 241 (lire en ligne sur Gallica, consulté le 30 avril 2023).
- avec Amédée de Bourmont, La Lande-Patry, Alençon, E. Renaut de Broise, 1886, 24 p. (présentation en ligne).
- avec Gérard de Contades, À Monsieur L. de La Sicotière : Souvenir du 9 octobre 1890 : bibliographie des ouvrages écrits ou publiés par M. L. de La Sicotière (1837-1890), La Ferté-Macé, impr. de veuve A. Bouquerel, 1890, 59 p. (présentation en ligne).
- avec Comte Gérard de Contades, La Normandie monumentale et pittoresque-Orne, Le Havre, Lemale, 1896 (présentation en ligne, lire en ligne sur Gallica).

### Bibliothèque ornaise - Essai de bibliographie cantonale
- avec Gérard de Contades, Bibliothèque ornaise - Canton de la Ferté-Macé, Bagnoles-les-Bains, canton de Juvigny-sous-Andaine : Essai de bibliographie cantonale, Paris, Honoré Champion, 1882, 144 p. (présentation en ligne).
- avec Gérard de Contades, Bibliothèque ornaise : canton de Domfront- Essai de bibliographie cantonale, Paris, Honoré Champion, 1887, 162 p. (présentation en ligne).
- avec Gérard de Contades, Bibliothèque ornaise - Canton de Passais : Essai de bibliographie cantonale, Paris, Honoré Champion, 1888, 85 p. (présentation en ligne).